# Georg Carabelli

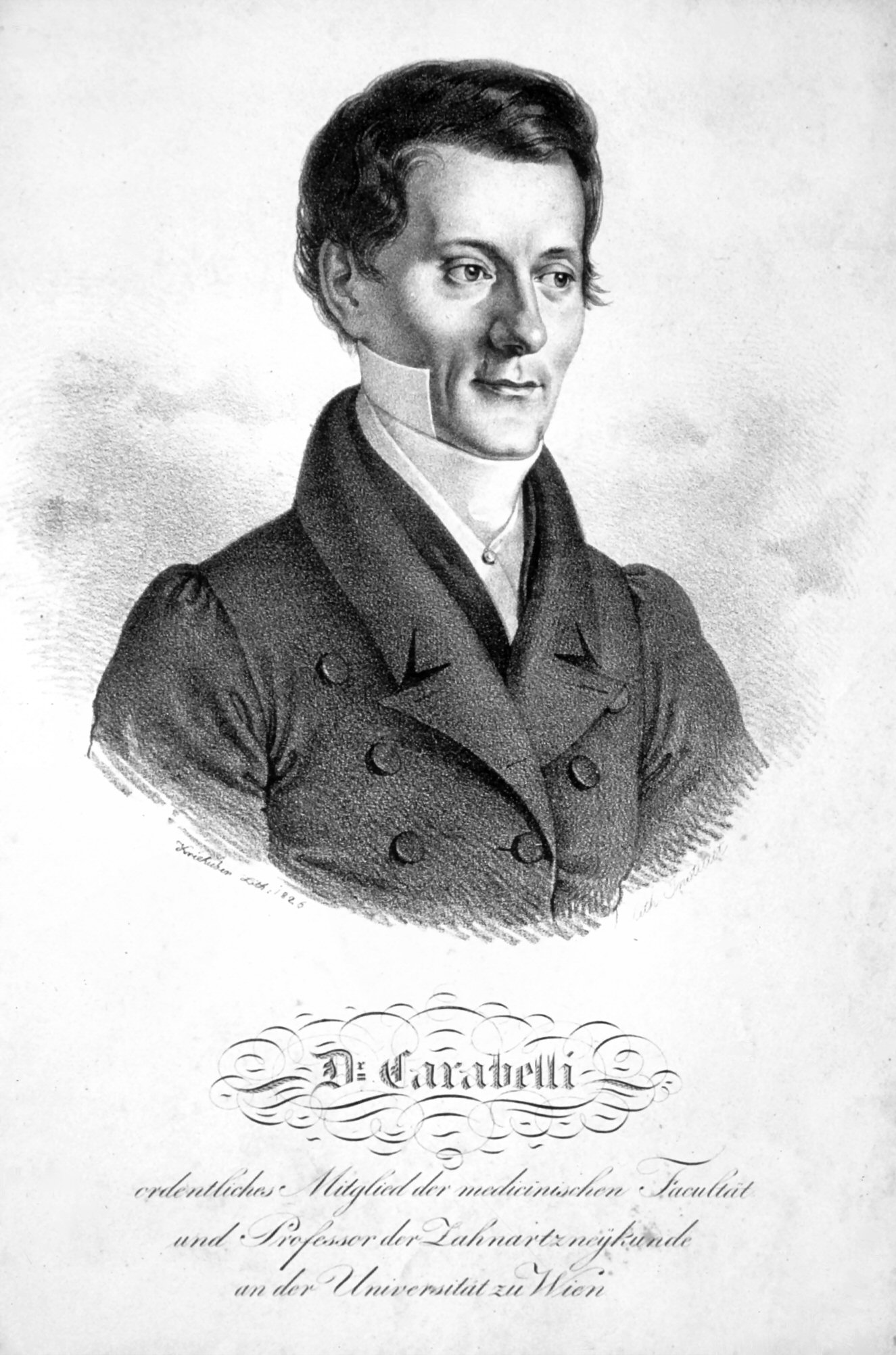
Georg Carabelli, 1826

Georg Carabelli (1787–1842) foi um destacado dentista Húngaro e professor de cirurgia dental em Viena.
Georg Carabelli era dentista da corte do imperador Austriaco Franz e um dos fundadores da clínica de estomatologia da Universidade de Viena. O tubérculo de Carabelli, uma pequena cúspide adicional junto ao ângulo mesiopalatino presente nos 1º molares e raramente nos 2º molares  superiores, foi primeiramente descrito em seu livro de anatomia oral, publicado em 1842, e mais tarde também descrito em seu manual de odontologia, publicado postumamente em 1844.  Ele escreveu numerosos livros e monografias. 

## Monografias
Carabelli G (1831) Geschichtliche Übersicht der Zahnheikunde, Bd I. Wien 47.
Carabelli G (1844) Systemisches Handbuch der Zahnheilkunde. Anatomie des Mundes, V2. Braunmüller und Seidel, Wien.